# ハミルトン・ハーティ

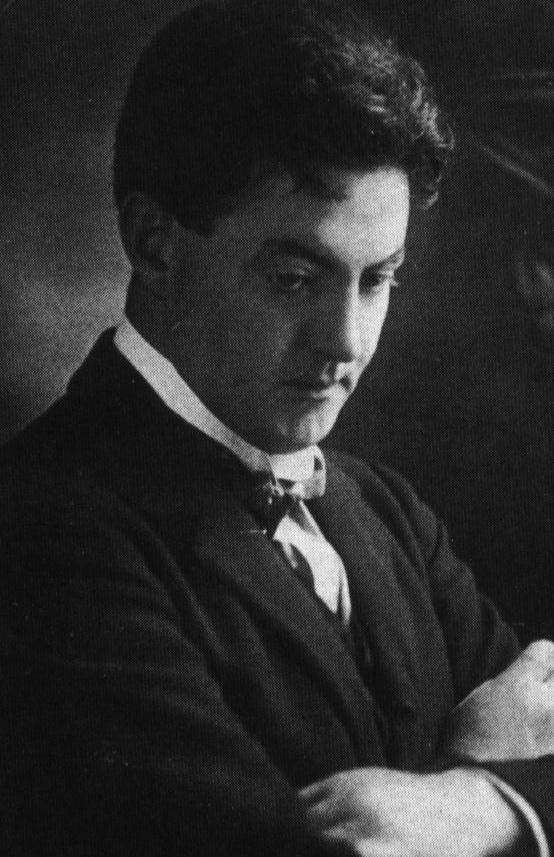
ハミルトン・ハーティ

サー・ハミルトン・ハーティ（Sir Hamilton Harty, 1879年12月4日 - 1941年2月19日）は、19世紀末から20世紀前半に活動した作曲家・指揮者。アイルランド島北部アルスター地方のダウン県（当時から今日までイギリス領）ヒルズボローに生まれる。

## 略歴
ピアノ伴奏者として音楽活動をスタートしたハーティは、1920年にハレ管弦楽団の指揮者に抜擢され、1933年まで同楽団の指揮者として活躍した。ハレ管弦楽団で大成功をおさめた彼は、その後オスロ他いくつかのヨーロッパのオーケストラを手がけるようになる。1935年にナイトに叙せられた。
イギリスの作曲家ウォルトンの交響曲第1番の初演（1934年に第3楽章まで、1935年に全曲）や、アーノルド・バックスの交響曲第6番の初演（1935年）を務めたことも知られる。その他、マーラーの交響曲第9番のイギリス初演（1930年）、ショスタコーヴィチの交響曲第1番のイギリス初演（1932年）を行う。
作曲家としてはアイルランド人の作曲家フィールドのピアノ曲を管弦楽に編曲した「ジョン・フィールド組曲」を始め、ヘンデルの『水上の音楽』『王宮の花火の音楽』の編曲などの近代的なオーケストレーションを駆使した編曲や、アイルランド民俗音楽の伝統を反映させた「アイルランド交響曲」などで有名である。「アイルランド交響曲」はハーティの作品中もっとも知名度が高く、ハーティならではの民謡風で郷愁を帯びた作風である。他には「ピアノ協奏曲」「ヴァイオリン協奏曲」「ワイルドギースとともに」「アイルランドにて」といった作品が知られている。
指揮者としての録音は、ヨーゼフ・シゲティの独奏によるブラームスのヴァイオリン協奏曲などがある。

## 主要作品
アイルランドを題材にした作品が多い。作品番号が付けられている作品もあるが、その数は少ない。

### 管弦楽曲
- アイルランド交響曲 イ短調
- 交響詩「ワイルドギースと共に」
- 交響詩「リルの子供達」
- 幻想曲「アイルランドにて」
- ロンドンデリーの旋律
- 喜劇的序曲

### 協奏曲
- ヴァイオリン協奏曲
- ピアノ協奏曲 ロ短調
- ダブリンの旋律による変奏曲 （ヴァイオリンと管弦楽のための）

### 室内楽曲
- 弦楽四重奏曲第1番 ヘ長調 作品1
- 弦楽四重奏曲第2番 イ短調 作品5
- ピアノ五重奏曲 ヘ長調 作品12

### 声楽曲
- ナイチンゲールの頌歌 （ソプラノと管弦楽のための）